# Guillaume de Tignonville
Guillaume de Tignonville est un noble français, magistrat et administrateur, également homme de lettres, mort en 1414.

## Biographie
Il était issu d'une famille noble de la Beauce, dont le foyer était Thignonville (orthographe actuelle), à mi-chemin entre Étampes et Pithiviers. Le premier titulaire connu de cette seigneurie, dépendant du bailliage d'Étampes, est un Guillaume de Tignonville contemporain de Philippe Auguste. En 1347, on signale un Pierre de Tignonville, et en 1382 un Louis de Tignonville, prédécesseur de Guillaume comme titulaire de la seigneurie (peut-être son père).
Il était chambellan du roi Charles VI et du duc d'Orléans en 1391, conseiller du roi en 1398, bailli de Chartres en 1399/1400, installé comme prévôt de Paris par Jean de Popincourt, premier président du Parlement de Paris, le 6 juin 1401. Dans cette fonction, il fut notamment chargé de l'enquête sur l'assassinat de Louis d'Orléans, rue Vieille-du-Temple, le 23 novembre 1407 au soir. C'est lui qui établit, en particulier, que la maison À l'image de Notre-Dame, où les assassins stipendiés par Jean sans Peur étaient embusqués, avait été louée six mois auparavant par un ancien intendant du duc d'Orléans, renvoyé pour indélicatesse. 
Mais une autre affaire, sans doute exploitée par les partisans de Jean sans Peur, entraîna bientôt sa destitution : deux escoliers clercs de l'Université de Paris, le Normand Loyer de Montillet (ou Léger Dumoussel) et le Breton Olivier Bourgeois, s'étaient rendus coupables de vol sur les grands chemins et d'homicide et avaient été arrêtés ; le prévôt contacta les autorités universitaires, proposant d'instruire l'affaire en respectant les privilèges de l'institution, mais l'Université, dans un premier temps, refusa de reconnaître les deux délinquants comme escoliers ; Tignonville procéda alors suivant la voie ordinaire (mise à la torture des accusés, condamnation à la pendaison, exécution de nuit, le 26 octobre 1407, au gibet de Montfaucon, pour éviter tout rassemblement d'étudiants). Mais les étudiants de la Nation de Normandie se mirent à s'agiter sur cette affaire, les cours furent suspendus, une délégation de maistres et d'escoliers demanda audience au roi. Finalement, un arrêt du Conseil condamna l'imprudence et la précipitation du prévôt, et le 14 (ou 17) mai 1408 les corps des deux condamnés furent dépendus du gibet (où on les avait laissés suivant l'usage de l'époque) et remis solennellement au recteur de l'Université, qui les fit inhumer au couvent des Mathurins avec une épitaphe. Selon le récit d'Enguerrand de Monstrelet : « Et depuis, par les pourchas de l'Université, fut icelui prévôt privé de tout office royal, et avec ce fut condamné à faire une croix de pierre de taille, grande et élevée, assez près dudit gibet sur le chemin de Paris où étaient les images d'iceux clercs ». Parmi les autres mesures qu'il avait prises dans ses fonctions de prévôt, on peut citer aussi l'interdiction de l'accès aux gibets, car les os et le sang des suppliciés étaient récupérés pour confectionner des poudres utilisées en sorcellerie.
Il fut ensuite président de la Chambre des comptes jusqu'à sa mort en 1414. Il avait d'autre part, au cours de sa carrière, participé à plusieurs ambassades à Avignon (auprès de la cour pontificale), en Allemagne et à Venise.

## Activité littéraire
Guillaume de Tignonville était aussi un lettré, qui participa au Livre des cent ballades. Il était ami du poète Eustache Deschamps et eut des relations suivies avec Jean de Montreuil et les autres représentants du « premier humanisme français » sous le règne de Charles VI. Il apparaît dans la fameuse « querelle du Roman de la Rose » qui agita le milieu littéraire parisien en 1401/02 : c'est à lui et à la reine Isabeau de Bavière que Christine de Pisan adressa le « dossier » de la querelle. Il fut aussi « ministre » de la fameuse Cour amoureuse fondée en 1401 par les ducs Louis de Bourbon et Philippe de Bourgogne.
On conserve de lui un texte qui a connu un très grand succès : Les dits moraux des philosophes (ou Livre des philosophes, ou Chroniques de plusieurs saiges philosophes). Il s'agit de la traduction en moyen français du Liber philosophorum moralium antiquorum de Jean de Procida († 1298), lui-même traduction latine du Mukhtâr al-ḥikam de l'érudit arabe al-Mubashshir ibn Fâtik (XIe siècle). Ce travail a été réalisé avant 1402, date du plus ancien manuscrit conservé, réalisé à Aix-en-Provence par un secrétaire de Louis II d'Anjou. Une cinquantaine de manuscrits sont parvenus jusqu'à nous (dont 17 à la BnF, 10 à la Bibliothèque royale de Bruxelles, 3 à la British Library, etc.), et on ne recense pas moins de neuf éditions imprimées entre 1477 environ et 1533 (la première, non datée, par Colard Mansion à Bruges, la seconde par Antoine Vérard à Paris datée du 27 avril 1486, etc.).
Le texte moyen-français de Tignonville fit l'objet au XVe siècle d'une traduction en occitan (Los dichs dels philosophes), et d'autre part d'au moins deux traductions en moyen anglais : une réalisée vers 1450, pour le compte de John Fastolf, par un certain Stephen (ou Stebin) Scrope ; l'autre réalisée en 1473, au cours d'une traversée en mer, par Anthony Woodville, comte de Rivers (The Dictes and Sayenges of the Philosophers), qui travailla d'après un exemplaire du texte de Tignonville prêté par un compagnon de voyage nommé Louis de Bretaylles. Cette dernière traduction devint le premier livre imprimé sur le sol anglais (par William Caxton, ami de Woodville, qui l'acheva le 18 novembre 1477 dans son atelier de Westminster).

## Édition moderne
- Robert Eder (éd.), « Tignonvillana inedita », Romanische Forschungen, vol. 33 (université Louis-et-Maximilien de Munich), Erlangen, Fr. Junge, 1915, p. 851-1022.